# Motorová jednotka 814
Motorová jednotka řady 814 se skládá z motorového vozu řady 814 s jedním stanovištěm strojvedoucího, který je na opačné straně pevně spojen s částečně nízkopodlažním řídicím vozem řady 914 opatřeným rovněž stanovištěm strojvedoucího. Modifikací tohoto vozidla je motorová jednotka řady 814.2, skládající se ze dvou motorových vozů řady 814.2 a částečně nízkopodlažního vloženého vozu řady 014. Modernizace na řadu 814 probíhaly v letech 2005–2012. Jednotky vlastněné Českými drahami dostaly obchodní název „Regionova“, trojdílné jednotky jsou pojmenovány „Regionova Trio“. Jednu dvoudílnou jednotku s označením 814.501 vlastnil také Svazek obcí údolí Desné, který ji využíval na Železnici Desná pod názvem „Desná“. V roce 2017 byla tato jednotka odprodána dopravci GW Train Regio.
Jednotky řady 814 vznikaly modernizací starších motorových vozů řady 810 a přípojných vozů řady 010 v letech 2005–2012 firmou Pars nova v Šumperku.

## Modernizace

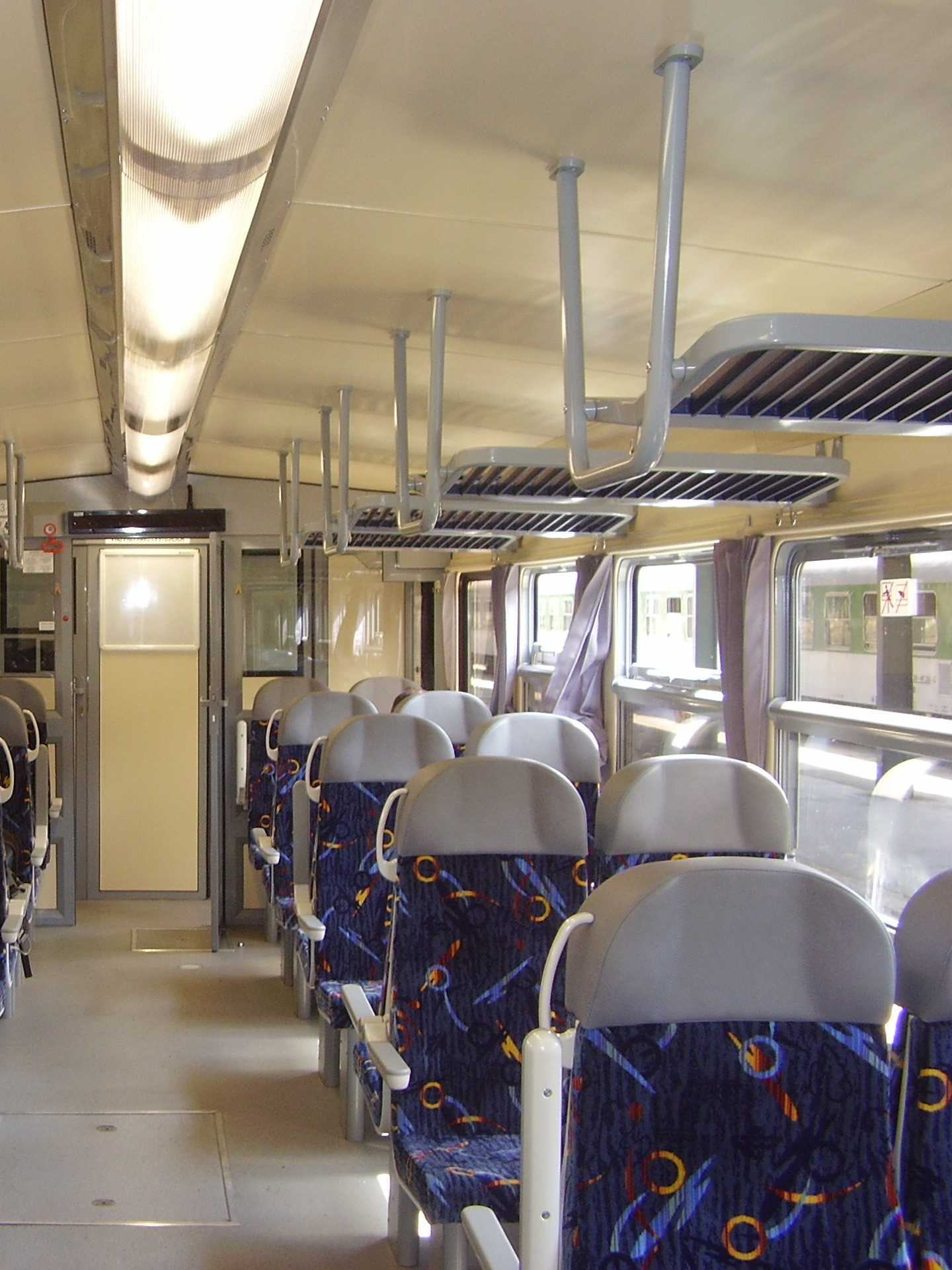
Interiér motorového vozu řady 814

Motorová jednotka řady 814 vznikla zásadní přestavbou původního motorového vozu řady 810 (v jednom případě motorového vozu řady 809) a přípojného vozu řady 010 (ve dvou případech přípojného vozu řady 013 a v jednom případě přípojného vozu řady 012). Modernizace je realizována ve dvou variantách. Základní a rozšířenější verzí je dvouvozová jednotka, pro kterou je využit jeden původní motorový a jeden přípojný vůz, který je upraven do podoby částečně nízkopodlažního řídicího vozu. Trojvozová varianta je tvořena dvěma původními motorovými a jedním přípojným vozem, jenž je upraven na částečně nízkopodlažní vložený vůz.
Příprava hrubé stavby spočívá v otryskání celého původního vozu řady 810, přičemž tam, kde jsou známky koroze, jsou vyměněny plechy. Během hrubé stavby jsou prováděny konstrukční úpravy na podvozkové části skříně. Původní čela jsou odpálena a nahrazena novými laminátovými, která mírně zvětšují prostor pro strojvedoucího. Za laminátovým čelem je umístěna konstrukce, která oproti řadě 810 zvyšuje bezpečnost strojvedoucího.
Motorový vůz řady 814 je rozdělen na kabinu strojvedoucího, nástupní prostor, velkoprostorový oddíl pro cestující a druhý nástupní prostor, z kterého lze mezivozovým přechodem přejít do zbytku jednotky. Z interiéru byla odstraněna buňka WC a víceúčelový prostor proti ní, získaná plocha je využita pro sedačky pro cestující. Sedačky jsou uspořádány v řadách 2+2 a jejich podélné rozteče jsou oproti vozu 810 zvětšeny, takže sedačky nekorespondují s okenními sloupky. V šesti fiktivních oddílech tak má vůz 48 sedadel (oproti 50 sedadlům v uspořádání 2+3 plus pěti sklopným ve víceúčelovém prostoru u vozu 810). Původní okna s jednoduchými skly a větrací klapkou v horní části byla nahrazena polospouštěcími okny s dvojitým zasklením.
Motorový vůz obdržel nový vznětový motor od firmy TEDOM a převodovku Voith.
Řídicí vůz řady 914 je použit pouze u dvouvozových jednotek a vznikl přestavbou přípojných vozů řady 010. Nově bylo na jedno čelo vozidla dosazeno stanoviště strojvedoucího (je shodné s motorovým vozem řady 814), za kterým se nachází oddíl pro cestující. Střední část vozu je koncipována jako nízkopodlažní (zvenčí je přístupná jedněmi dvoukřídlými předsuvnými dveřmi v každé bočnici), nachází se zde prostor pro kočárek, invalidní vozík či jízdní kola a bezbariérově přístupná kabina WC. Do zadní části řídicího vozu vedou dva schody a je zde umístěn další velkoprostorový oddíl pro cestující, z kterého lze mezivozovým přechodem přejít do motorového vozu.
V jednotce Regionova Trio je použit i vložený vůz řady 014, který je shodný s řídicím vozem řady 914 ve dvouvozové jednotce, až na přední čelo vozu, kde nebylo vytvořeno stanoviště strojvedoucího, ale zvětšený oddíl pro cestující se vstupem do mezivozového přechodu (stejné řešení jako v zadním čele).
Varianty jednotek řady 814:
- ČD: dvouvozová jednotka „Regionova“ – motorový vůz ř. 814 + nízkopodlažní řídicí vůz ř. 914
- ČD: trojvozová jednotka „Regionova Trio“ – motorový vůz ř. 814.2 + nízkopodlažní vložený vůz ř. 014 + motorový vůz ř. 814.2
- GW Train Regio: dvouvozová jednotka – motorový vůz ř. 814.5 + nízkopodlažní řídicí vůz ř. 914.5 (téměř shodná s jednotkou ČD Regionova, v letech 2007–2017 jednotka „Desná“ provozovaná na Železnici Desná)

Náklady na přestavbu jedné dvouvozové jednotky se pohybují kolem 20 milionů korun, trojvozové pak 37 milionů korun, což je zhruba třetinová cena oproti novým vozidlům pro zhruba obdobný počet cestujících. Třetí vylepšená série dvouvozových jednotek z listopadu 2010 vychází již na cca 26 milionů korun (bez DPH), což je poloviční cena oproti též objednaným novým rychlejším motorovým vozům Regio-Shuttle firmy Stadler o dvojnásobném měrném výkonu. Životnost této rekonstrukce by měla být 15–20 let.
Obdobné modernizace provádí také slovenská firma ŽOS Zvolen. Jednotky řady 813.1 mají vyšší výkon motoru než Regionovy, jsou tišší a klimatizované.

## Vývoj, výroba a provoz

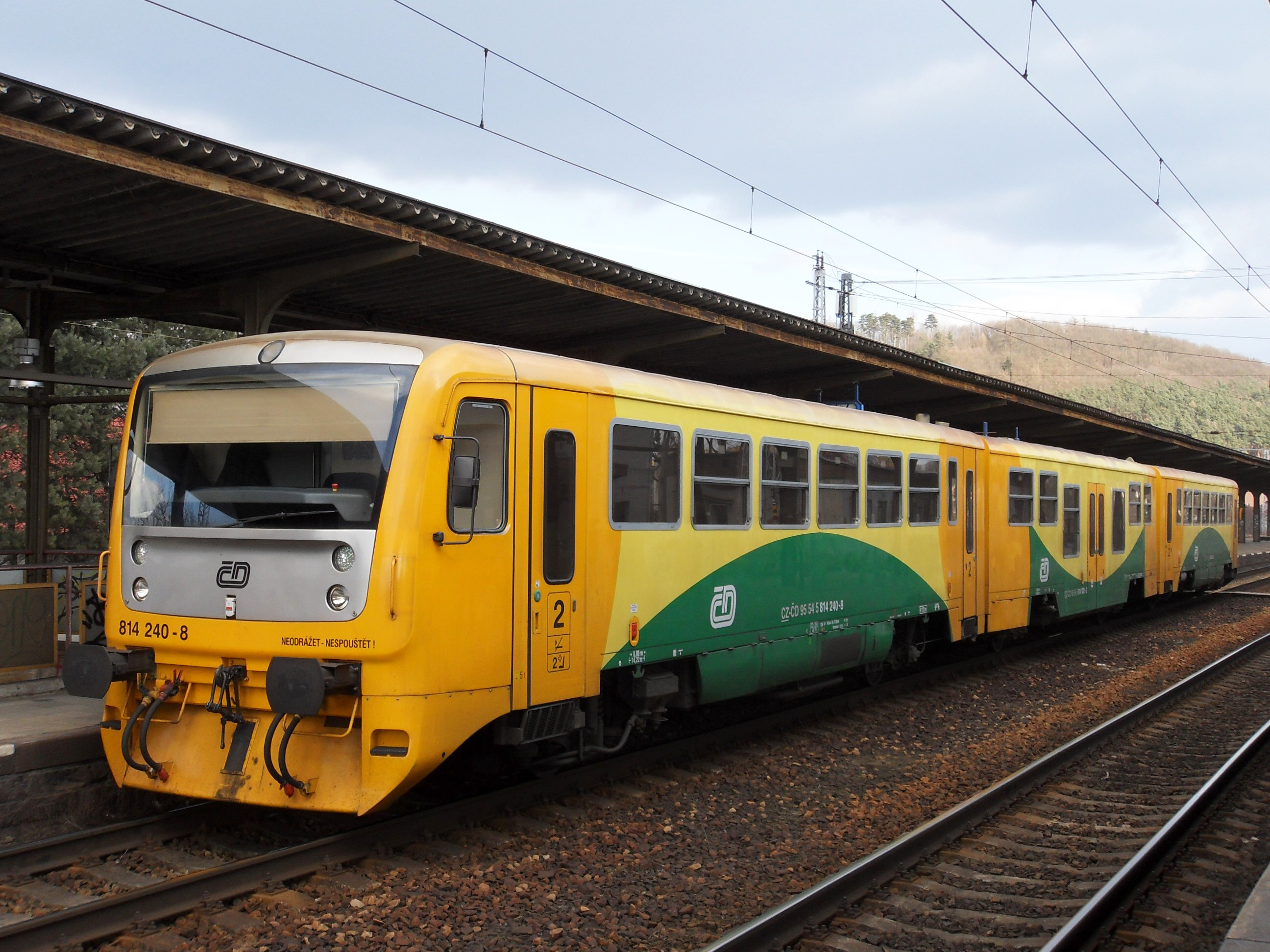
Jednotka Regionova Trio ve složení 814.240+014.020+814.239 v Kuřimi

České dráhy vyhlásily na podzim roku 2004 veřejnou soutěž na dodávku prototypu motorové jednotky pro regionální osobní dopravu s cílem využít 30 let starých motorových vozů řady 810 a přípojných vozů řady 010. České dráhy očekávaly od provozu jednotky především energetickou úsporu, kterou měl zajistit nový agregát s vyšším výkonem. Nová souprava měla také umožnit lepší využití maximálních traťových rychlostí a tím zkrácení jízdních intervalů na provozovaných trasách. Soutěž vyhrála se svou jednotkou 814 + 914 společnost Pars nova, která při projektu využila zkušeností z prototypové soupravy motorového vozu řady 812 a řídicího vozu řady 912 (od roku 2011 řada Bfbdtanx792).
Prototypová jednotka složená z vozů 814.001 + 914.001 byla dokončena koncem léta 2005 a začátkem října toho roku byla vystavena na Mezinárodní strojírenském veletrhu v Brně, kde byla oceněna Zlatou medailí MSV a Cenou redakce Technického týdeníku. Následovaly prototypové zkoušky a prezentační jízdy po celé republice. Do provozu s cestujícími poprvé vyjela 23. listopadu 2005 v Pardubicích, pro pravidelný provoz byla ale přeložena do Rakovníka. V roce 2006 byla zahájena sériová výroba Regionov. Roku 2007 byla vyrobena jediná jednotka Desná určená pro Železnici Desná (trať 293), kterou vlastnil Svazek obcí údolí Desné. Jednotka Desná je téměř shodná s jednotkami Regionova, liší se pouze odlišným informačním systémem a radiostanicí. Na konci roku 2017 tuto jednotku Svazek odprodal za cenu 8,5 mil. Kč bez DPH soukromému dopravci GW Train Regio, který ji využívá v Jihočeském kraji jako záložní vlak za jednotky RegioSprinter.

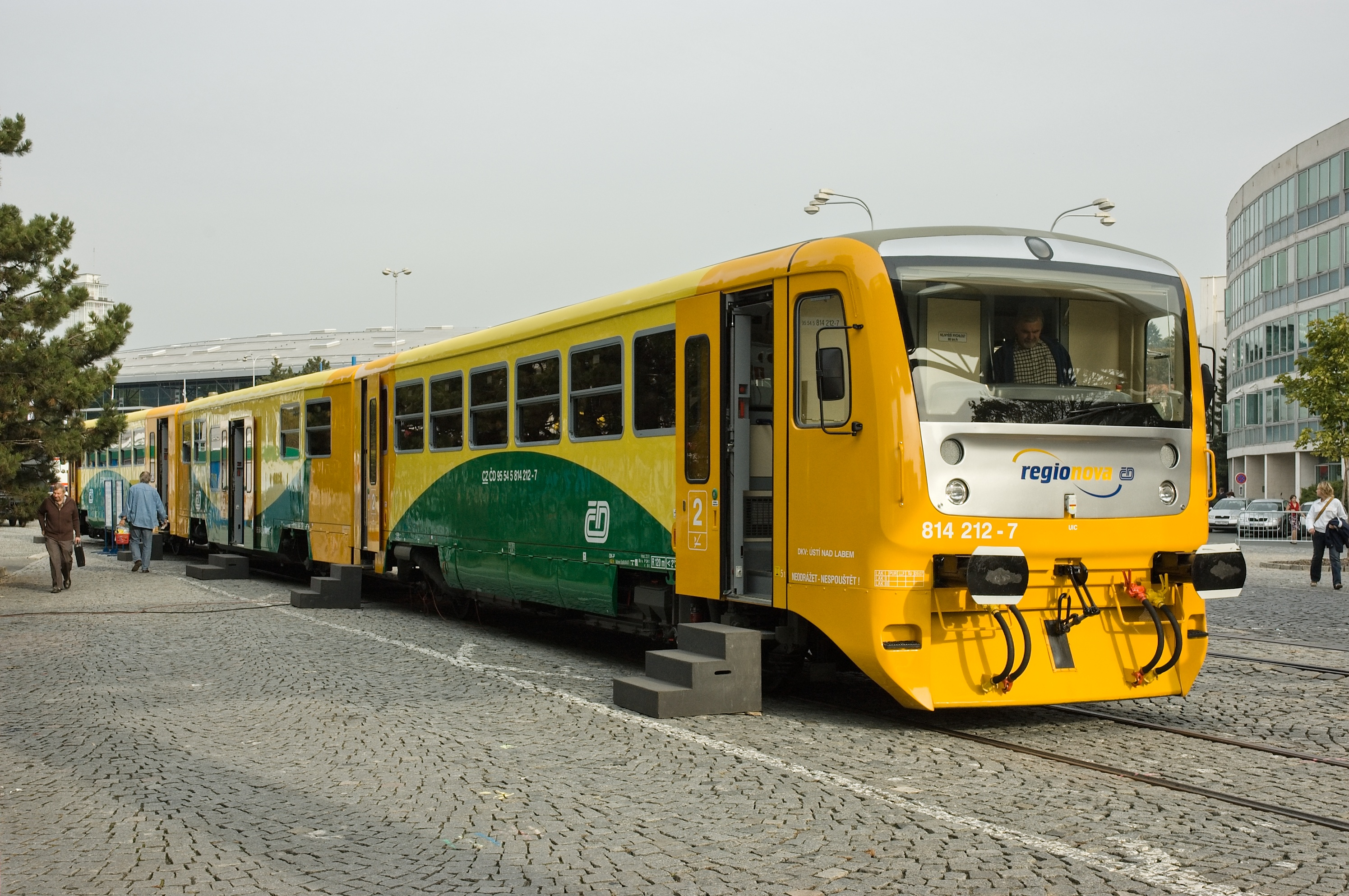
Třídilná regionova na brněnském výstavišti v roce 2007

Na konci roku 2006 proběhlo výběrové řízení na dodávku 26 trojvozových jednotek, jenž opět vyhrála společnost Pars nova. První jednotka 814.201 + 014.201 + 814.202 byla dokončena na jaře 2007, ještě v roce 2007 ji následovalo dalších šest jednotek Regionova Trio.[zdroj?] Jednotka 814.212 + 014.006 + 814.211 byla představena na 49. ročníku Mezinárodního strojírenského veletrhu v Brně.
Šumperská Pars nova vyhrála v roce 2009 nově vypsané výběrové řízení na dalších 68 částečně nízkopodlažních jednotek. I tyto jednotky nesou označení řady 814 a obchodní název Regionova, technické řešení některých komponentů ale bylo změněno, aby se zvýšila spolehlivost jednotek a komfort cestujících.
V červenci 2010 vyhrála Pars nova zakázku na dodávku dalších 62 Regionov.

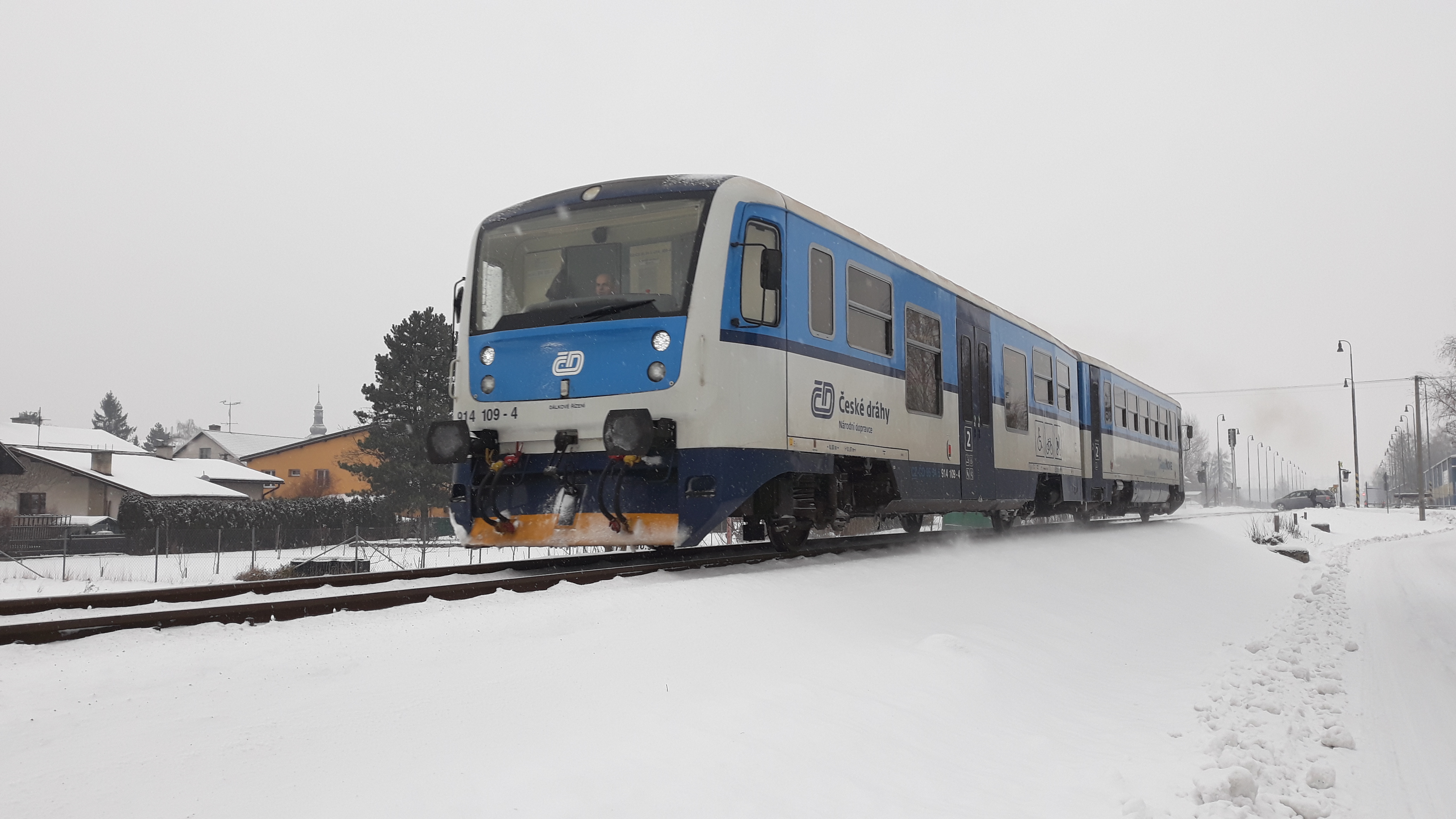
Motorová jednotka řady 814 v unifikovaném barevném provedení Českých drah

Na začátku ledna 2010 bylo v provozu 101 jednotek Regionova, 20 jednotek Regionova Trio a 1 jednotka Desná, v srpnu 2012 to bylo 194 Regionov, 26 Regionov Trio a jedna jednotka Desná. Dne 12. prosince 2012 převzaly České dráhy poslední jednotku. Celkem jich v letech 2005–2012 odebraly 236, z toho 210 dvouvozových a 26 třívozových. Všechny zakázky na dodávku byly zadány buď nepřímo nebo byla Pars nova v soutěži jediným uchazečem. Cena v jednotlivých soutěžích postupně stoupla z 20 na 25 milionů Kč za jednotku, celková cena byla přes 6 miliard Kč. Koncem roku 2012 zajišťovaly Regionovy 30 % všech jízd Českých drah.
V červenci 2020 se jednotka 814.034 + 914.034 zúčastnila nehody u Perninku. Jednotka byla vážně poškozena a následně ji České dráhy zrušily. Jednalo se o vůbec první vyřazenou Regionovu.
Dne 14. září 2024 byl v důsledku povodně zastaven provoz na trati Opava východ – Hlučín, čímž došlo k „uvěznění“ jednotek 814.119 a 814.121 ve stanici Kravaře ve Slezsku. Protože byl poškozen most přes řeku Opavu, došlo k mnohaměsíčnímu odříznutí tratě od zbytku železniční sítě. Proto byly koncem října 2024 obě jednotky přepraveny po silnici do Skrochovic, kde byly znovu postaveny na koleje.

### Zkušenosti z provozu a hodnocení
Ve sklonově náročných úsecích tratí se za špatných adhezních podmínek (např. déšť, rosa, apod.) negativně projevuje zvolená koncepce pohonu jednotky, tj. pouze jedna, navíc vnější, hnací náprava (platí pouze v případě dvouvozových jednotek). V takových situacích dochází k prodlužování jízdních dob a zpoždění vlaku.
Při příležitosti dodání posledního kusu, které proběhlo 12. prosince 2012, shrnující komentář v tisku citoval mluvčího ČD Petra Šťáhlavského, který uvedl, že šlo o ideální cestu a rozumný kompromis mezi dodací dobou, cenou, disponibilními prostředky i existujícím rozsahem vozového parku, přičemž nasazení Regionov znamenalo po roce 2005 podstatné zlepšení vnímání regionální železniční dopravy u zákazníků. Dále citoval prezidenta odborové organizace Federace strojvůdců Jindřicha Hlase, který označil tyto jednotky za „z nouze ctnost“, ale domnívá se, že se lidem líbí. Předseda Svazu cestujících ve veřejné dopravě Miroslav Vyka označil Regionovu za největší omyl české železnice za posledních 10 let, za nejhorší v současné době vyráběný vlak, „oplechovaný trabant“, který se vůbec ani neměl začít vyrábět. Připomněl také, že způsob zamykání toalet je pro cestující nezvyklý, takže se někteří cestující nedokážou uzamknout. Tomáš Ignačák, předseda představenstva Pars nova, řekl, že modernizace znamenala smysluplnou obnovu vozového parku Českých drah a kromě finančních úspor dopravce měla pozitivní vliv i na zaměstnanost v regionu, protože dodávky Regionov znamenaly práci pro zhruba pět set lidí ve firmě a u dodavatelů na Šumpersku. Komentátor kromě kladného hodnocení nízkopodlažní koncepce či pohodlnějších sedaček též upozornil na vysokou hodnotu hluku a zmíněné horší využití adheze dané tím, že jedinou hnací nápravou je krajní náprava. Další studie také kritizuje vysokou míru hluku.

### Regionova jako součást reklamní kampaně
Regionova je také součástí uceleného konceptu na propagaci kraje, turistického ruchu a ekologické železniční dopravy nazvaný Regionovou Vaším krajem. Ten byl poprvé uplatněn v Karlovarském kraji. V rámci této kampaně je každá jednotka upravena pro jednotlivé kraje:
- Jednotky jsou označeny logotypem kraje a jejich název je doplněn názvem kraje např. Karlovarská Regionova, Středočeská Regionova, atd. Interiéry jsou doplněny stojany na propagační materiály.
- V případě externího zbarvení se počítá se zachování základní koncepce barevného řešení, nicméně jednotlivé barvy se mohou lišit podle krajů

### Nasazení dvouvozových jednotek
GVD 2024/2025
Středočeský kraj
- Praha – Vrané nad Vltavou – Čerčany/Dobříš (některé vlaky)
- Čerčany – Zruč nad Sázavou (některé vlaky)
- Beroun – Blatná
- (Kolín) – Kutná Hora – Zruč nad Sázavou
- Kolín – Ledečko
- Jičín – Nymburk
- Poříčany – Nymburk
- Praha – Kladno – Rakovník/Kralupy nad Vltavou (některé vlaky)
- Rakovník – Bečov nad Teplou (některé vlaky)
- Mladá Boleslav – Turnov
- Nymburk – Mladá Boleslav
- Mělník – Mladá Boleslav – Mladějov v Čechách – Lomnice nad Popelkou
- Vraňany – Bříza obec

Jihočeský kraj
- Blatná – Nepomuk
- Strakonice – Blatná
- České Budějovice – Volary (některé vlaky)
- Veselí nad Lužnicí – České Velenice
- Tábor – Olbramovice
- Tábor – Pelhřimov – Jihlava

Plzeňský kraj
- Mirošov – Nezvěstice
- Nýřany – Heřmanova Huť
- Tachov – Domažlice
- Holýšov – Poběžovice

Karlovarský kraj
- Cheb – Luby u Chebu (některé vlaky)
- Karlovy Vary – Potůčky (některé vlaky)
- Karlovy Vary – Chomutov (některé vlaky)

Ústecký kraj
- Roudnice nad Labem – Bříza obec
- Libochovice - Lovosice - Litoměřice hor. n. - Úštěk - Česká Lípa

Liberecký kraj
- Liberec – Frýdlant v Čechách – Černousy/Jindřichovice pod Smrkem (některé vlaky)
- Smržovka – Josefův Důl
- Martinice v Krkonoších – Rokytnice nad Jizerou

Královéhradecký kraj
- Vrchlabí – Trutnov
- Teplice nad Metují – Trutnov
- Stará Paka – Lomnice nad Popelkou
- Trutnov – Svoboda nad Úpou (některé vlaky)
- Chlumec nad Cidlinou – Městec Králové
- Týniště nad Orlicí – Častolovice – Solnice
- Choceň – Náchod (některé vlaky)
- Týniště nad Orlicí – Doudleby nad Orlicí (některé vlaky)
- Doudleby nad Orlicí – Rokytnice v Orlických horách

Pardubický kraj
- Přelouč – Heřmanův Městec
- Moravany – Holice
- Chrudim – Moravany
- Chrudim – Pardubice (některé vlaky)

Kraj Vysočina
- (Jihlava) – Okříšky – Znojmo
- Velké Meziříčí – Studenec (některé vlaky)
- Humpolec – Havlíčkův Brod

Olomoucký kraj
- Prostějov – Dzbel

Moravskoslezský kraj
- Opava – Hradec nad Moravicí
- Krnov – Jeseník (jen spěšné vlaky)
- Studénka – Bílovec
- Suchdol nad Odrou – Nový Jičín
- Frýdlant nad Ostravicí – Ostravice
- Frýdek-Místek – Český Těšín – Cieszyn
- (Ostrava – Frýdek-Místek –) Frýdlant nad Ostravicí – Frenštát pod Radhoštěm město – Valašské Meziříčí (některé vlaky)
- Opava – Kravaře ve Slezsku – Hlučín/Chuchelná
- Studénka – Veřovice (okrajové a doplňkové spoje)

Zlínský kraj
- Zborovice – Kroměříž – Bystřice pod Hostýnem

Dále se dvouvozové jednotky vyskytují na dalších tratích jako záložní vozidla pro vozy a jednotky řad 840, 841, 842, 844, 847, 854 dle provozních potřeb.[zdroj?]

### Nasazení třívozových jednotek
GVD 2024/2025
- Praha-Smíchov – Praha-Radotín (pouze ranní spoje)
- Starkoč – Broumov (spěšné vlaky)
- Starkoč – Václavice
- Hradec Králové – Jičín – Turnov
- Praha – Vrané nad Vltavou – Čerčany/Dobříš

## Galerie

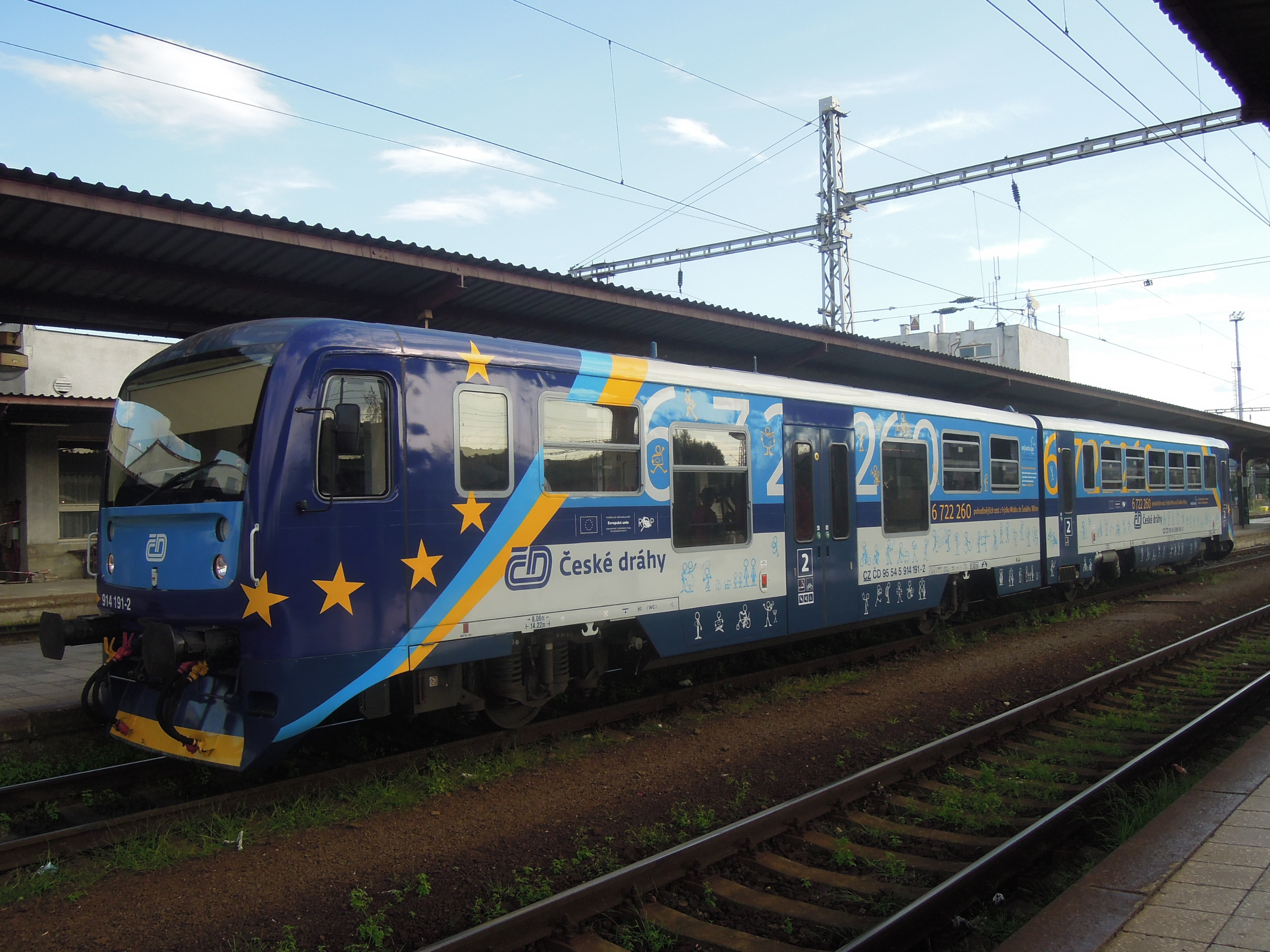
Motorová jednotka řady 814 v modrém zbarvení
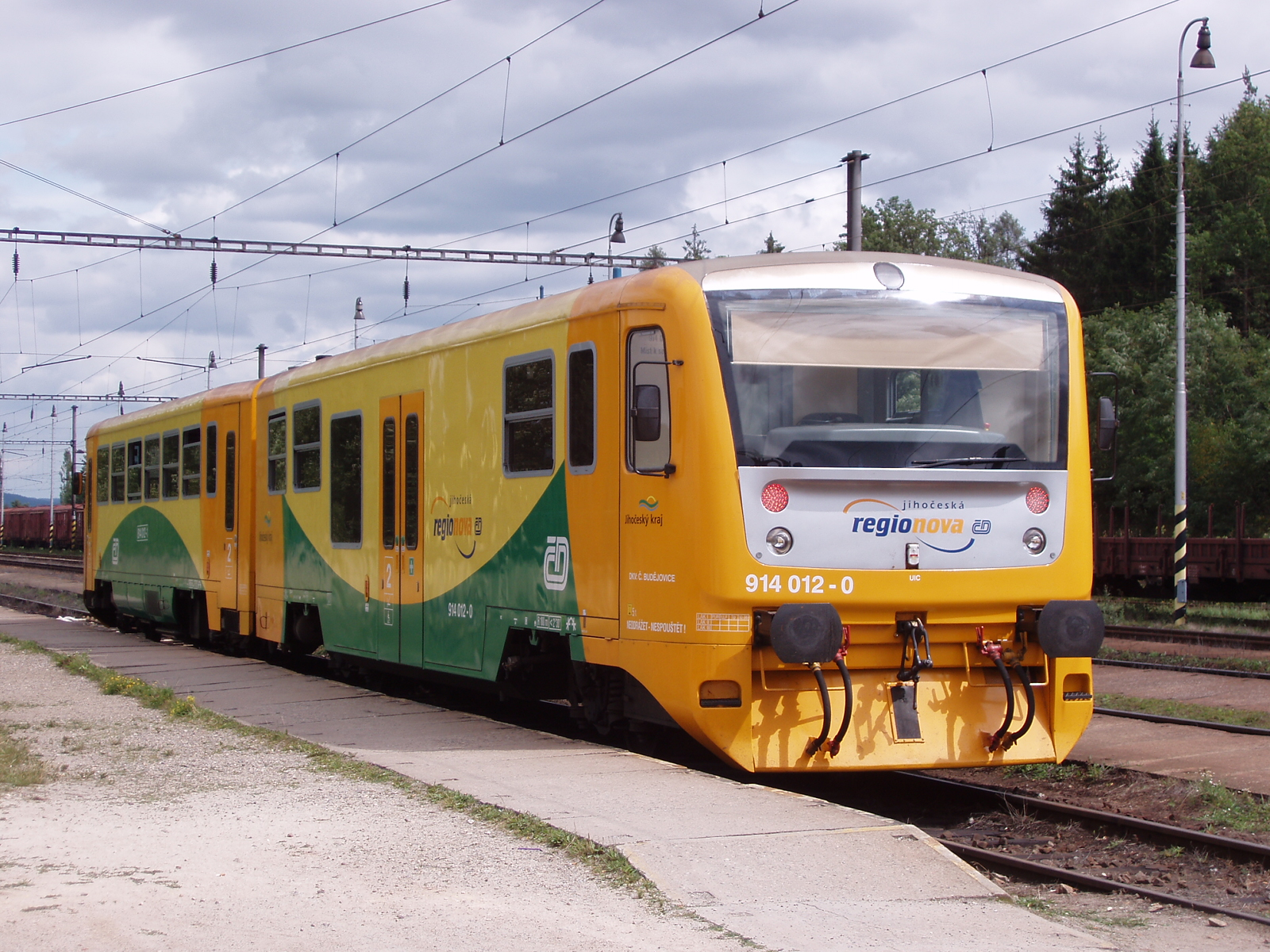
Řídicí vůz řady 914 jednotky Regionova ve stanici Ražice
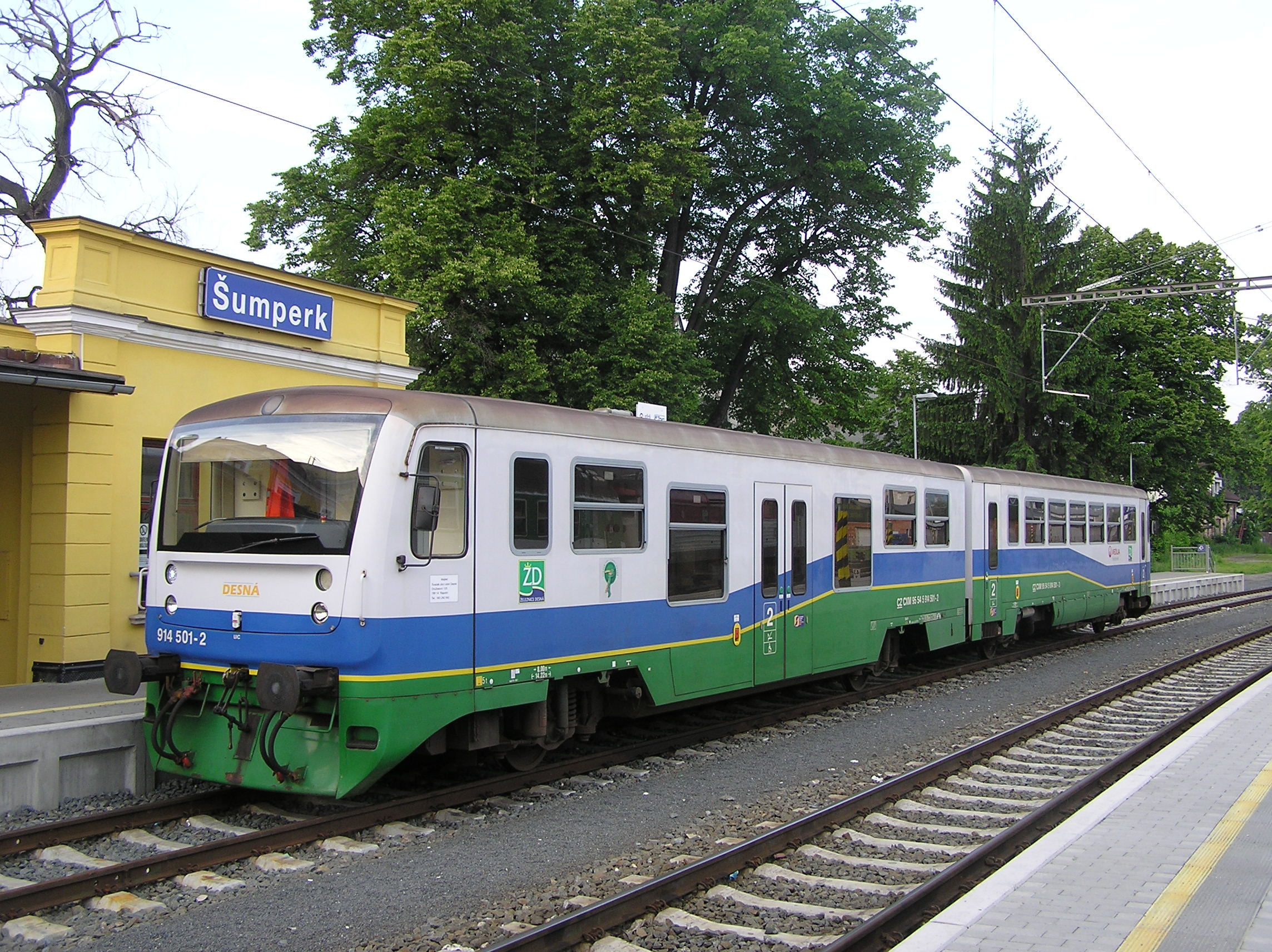
Motorová jednotka 814.501+914.501 Železnice Desná na nádraží v Šumperku
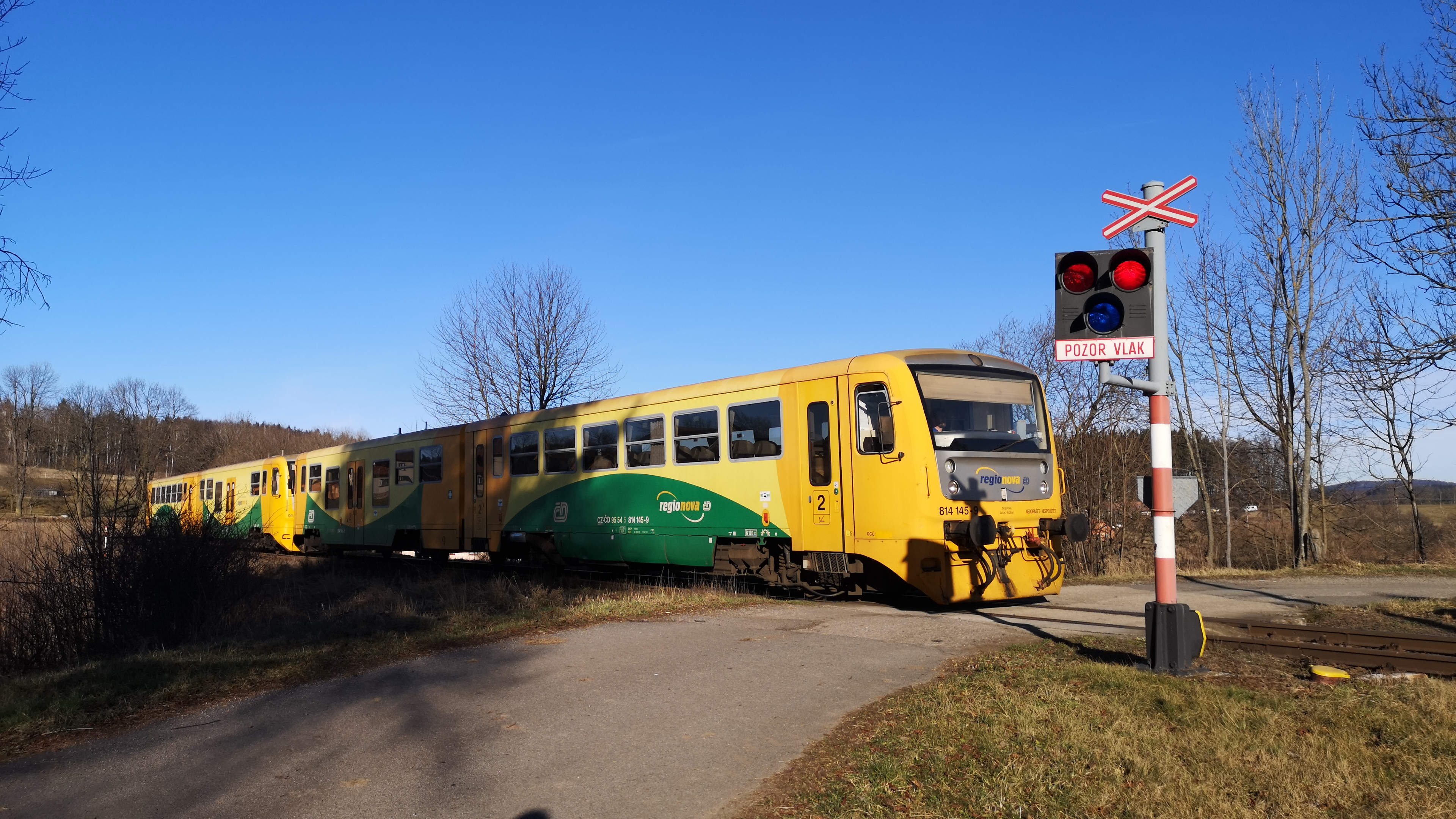
Souprava dvou Regionov v Dobré Vodě u Pelhřimova